# Matbank
En matbank är ett logistiksystem för redistribution av överskottslivsmedel från livsmedelsbranschen till ideella aktörer och människor i utsatthet och fattigdom. 
Matbanker är ett välkänt fenomen i Europa och Nordamerika sedan sjuttiotalet men det är först under 2010-talet som matbanker för allvar utvecklats i Norden och Sverige. Den största matbanksaktören i Sverige är Sveriges Stadsmissioner som under 2021 driver 8 matbanker i Malmö, Göteborg, Kalmar, Stockholm, Uppsala, Västerås, Örebro och Eskilstuna. Dessa redistribuerar tillsammans över 2000 ton årligen.